# Биби, Форд
Форд Биби, реже — Биб (англ. Ford Beebe; 26 ноября 1888[…], Гранд-Рапидс, Мичиган — 26 ноября 1978[…], Лейк-Элсинор, Калифорния) — американский сценарист и кинорежиссёр, менее известен как кинопродюсер.

## Биография
Форд Биби родился 26 ноября 1888 года в городе Гранд-Рапидс (штат Мичиган, США). Поначалу был писателем-фрилансером, успешно занимался рекламой, а в 1916 году переехал в Голливуд. Его сразу взяли на работу сценаристом, а спустя ещё пять лет Биби начал режиссировать фильмы. Основная часть работ Биби — малобюджетные фильмы категории B, вестерны и приключенческие киносериалы: его даже называли «экспертом по созданию хоть чего-то из ничего». С 1936 по 1945 год он работал на киностудию Universal Pictures, с 1947 по 1952 год — на Monogram Pictures. В 1959 году 71-летний кинематографист окончил свою карьеру.
Форд Биби скончался в день своего 90-летнего юбилея, 26 ноября 1978 года, в городе Лейк-Элсинор (штат Калифорния).

### Личная жизнь
В декабре 1912 года Биби женился на девушке по имени Франсис Кэролайн Уилли. В 1929 году она скончалась, от брака осталось четыре дочери и сын, Форд Биби-младший (1913—2006), который стал малоизвестным режиссёром.
12 февраля 1933 года Биби женился на женщине по имени Китти Уинифред Делеванти, дочери киноактёра Сирила Делеванти (1889—1975). Пара прожила вместе 45 лет до самой смерти режиссёра. От брака остался сын Майк.

## Избранная фильмография

### Сценарист
Около 125 лент за 43 года (1916—1959); 28 из них короткометражные
- 1921 — Белый всадник[англ.] / The White Horseman
- 1921 — Победители Запада[англ.] / Winners of the West
- 1924 — Закон запрещает[англ.] / The Law Forbids
- 1926 — Экспресс преступников[англ.] / The Outlaw Express
- 1930 — Фантом с Запада[англ.] / The Phantom of the West
- 1931 — Король дикой природы[англ.] / King of the Wild
- 1931 — Исчезающий легион[англ.] / The Vanishing Legion
- 1931 — По кличке «Негодяй»[англ.] / Alias – the Bad Man
- 1931 — Скачущий призрак[англ.] / The Galloping Ghost
- 1931 — Воин молнии[англ.] / The Lightning Warrior
- 1932 — Тень орла[англ.] / The Shadow of the Eagle
- 1932 — Последний из могикан[англ.] / The Last of the Mohicans
- 1934 — Закон дикой природы[англ.] / The Law of the Wild
- 1935 — Катящееся перекати-поле[англ.] / Tumbling Tumbleweeds
- 1939 — Всадники Чёрной реки[англ.] / Riders of Black River
- 1946 — Мой пёс Шеп[англ.] / My Dog Shep
- 1948 — Шеп возвращается домой[англ.] / Shep Comes Home
- 1950 — Дэви Крокетт, индейский скаут[англ.] / Davy Crockett, Indian Scout
- 1952 — Африканское сокровище[англ.] / African Treasure
- 1952 — Бомба и девушка из джунглей[англ.] / Bomba and the Jungle Girl
- 1954 — Леопард-убийца[англ.] / Killer Leopard

### Режиссёр
Около 100 лент за 26 лет (1921—1923, 1931—1955); 33 из них короткометражные
- 1921 — Белый всадник[англ.] / The White Horseman
- 1931 — Исчезающий легион[англ.] / The Vanishing Legion
- 1932 — Тень орла[англ.] / The Shadow of the Eagle
- 1932 — Последний из могикан[англ.] / The Last of the Mohicans
- 1935 — Приключения Рекса и Ринти[англ.] / The Adventures of Rex and Rinty
- 1936 — Туз Драммонд[англ.] / Ace Drummond
- 1937 — Джим из джунглей[англ.] / Jungle Jim
- 1937 — Дни Дикого Запада[англ.] / Wild West Days
- 1937 — Радио-патруль[англ.] / Radio Patrol
- 1937 — Удача Тима Тайлера[англ.] / Tim Tyler's Luck
- 1938 — Путешествие Флэша Гордона на Марс / Flash Gordon's Trip to Mars
- 1939 — Призрачная угроза[англ.] / The Phantom Creeps
- 1939 — Бак Роджерс[англ.] / Buck Rogers
- 1939 — Орегонский путь[англ.] / The Oregon Trail
- 1940 — Зелёный Шершень / The Green Hornet
- 1940 — Флэш Гордон покоряет Вселенную[англ.] / Flash Gordon Conquers the Universe
- 1940 — Победители Запада[англ.] / Winners of the West
- 1940 — Маленькие помощники агентов ФБР[англ.] / Junior G-Men
- 1940 — Зелёный Шершень наносит ответный удар / The Green Hornet Strikes Again!
- 1941 — Небесные рейдеры[англ.] / Sky Raiders
- 1941 — Наездники Долины Смерти[англ.] / Riders of Death Valley
- 1941 — Морские рейдеры[англ.] / Sea Raiders
- 1941 — Наездник в маске[англ.] / The Masked Rider
- 1941 — Бережливый поросёнок[англ.] / The Thrifty Pig (пропагандистский к/м м/ф; в титрах не указан)
- 1942 — Дон Уинслоу из ВМФ[англ.] / Don Winslow of the Navy
- 1942 — Решение Дональда / Donald's Decision (пропагандистский к/м м/ф; в титрах не указан)
- 1942 — Сухопутная почта[англ.] / Overland Mail
- 1942 — Ночной монстр[англ.] / Night Monster
- 1944 — Месть человека-невидимки / The Invisible Man's Revenge
- 1944 — ? / Enter Arsène Lupin
- 1946 — Мой пёс Шеп[англ.] / My Dog Shep
- 1947 — Серенада шести стволов[англ.] / Six-Gun Serenade
- 1948 — Шеп возвращается домой[англ.] / Shep Comes Home
- 1949 — Бомба, мальчик из джунглей[англ.] / Bomba, the Jungle Boy
- 1949 — Техасская охота на человека[англ.] / Texas Manhunt
- 1952 — Африканское сокровище[англ.] / African Treasure
- 1952 — Бомба и девушка из джунглей[англ.] / Bomba and the Jungle Girl
- 1954 — Леопард-убийца[англ.] / Killer Leopard
- 1955 — Приключения Чемпиона[англ.] / The Adventures of Champion (6 эпизодов)

### Продюсер
- 1942 — Охотники за бандой[англ.] / Gang Busters (ассоциативный)
- 1942 — Ночной монстр[англ.] / Night Monster
- 1943 — Приключения Улыбающегося Джека[англ.] / The Adventures of Smilin' Jack
- 1943 — Сын Дракулы / Son of Dracula
- 1944 — Месть человека-невидимки / The Invisible Man's Revenge
- 1944 — ? / Enter Arsène Lupin (ассоциативный)
- 1954 — Леопард-убийца[англ.] / Killer Leopard